# Bedoll pubescent

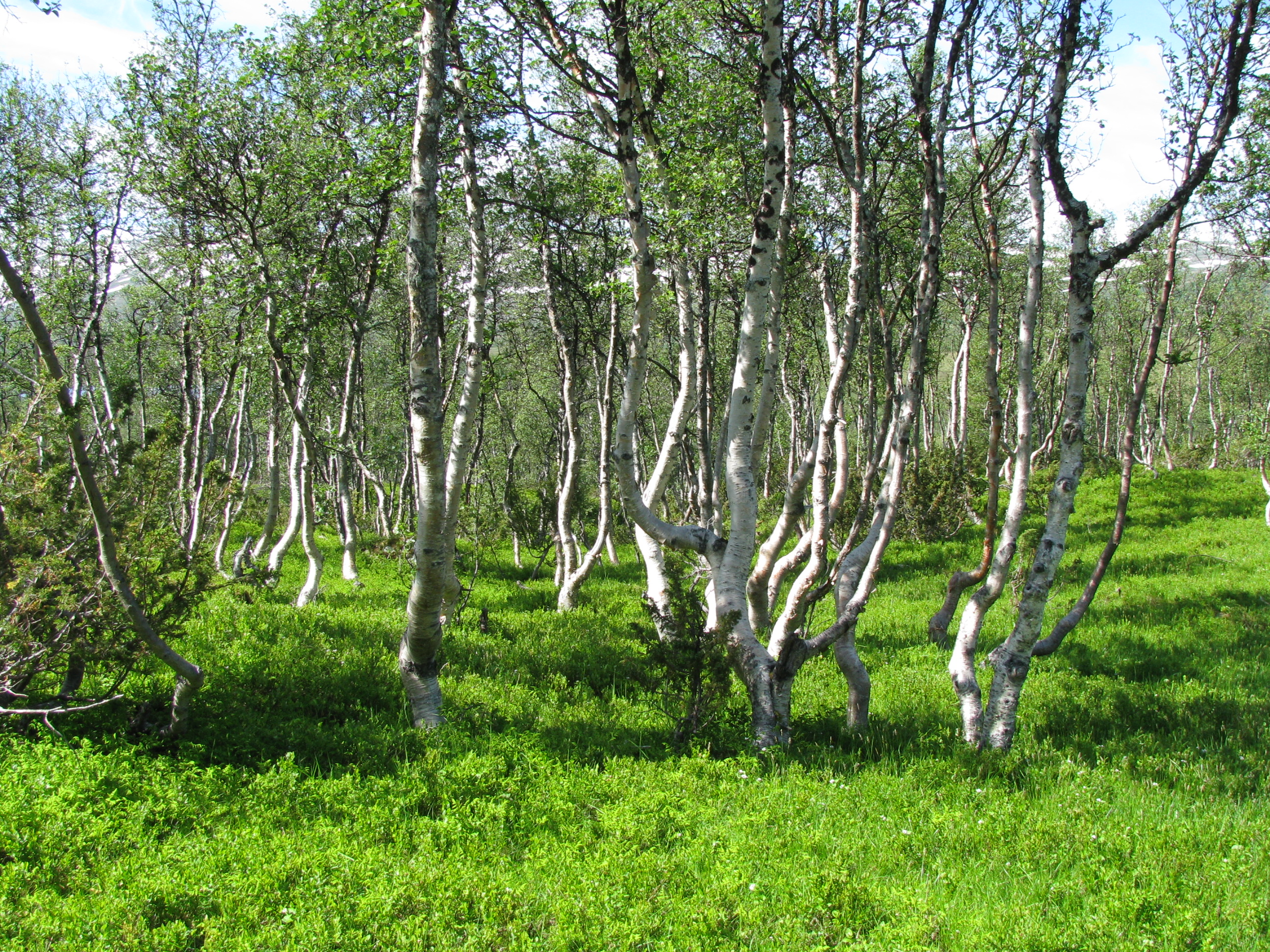
Una subespècie de bedoll pubescent forma el límit arbori a Escandinàvia.

El bedoll pubescent (Betula pubescens) és un arbre caducifoli del gènere bedoll, natiu i abundant al nord d'Europa, a Islàndia i Groenlàndia on és l'única espècie d'arbre autòctona i nord d'Àsia.
Als Països Catalans junt amb el bedoll comú (Betula pendula), amb el qual està estretament emparentat, són els únics bedolls autòctons. Només es troba als Pirineus en altituds entre els 1.400 i 2.200 m, en boscs clars de l'estatge subalpí, de vegades dominant.

## Descripció

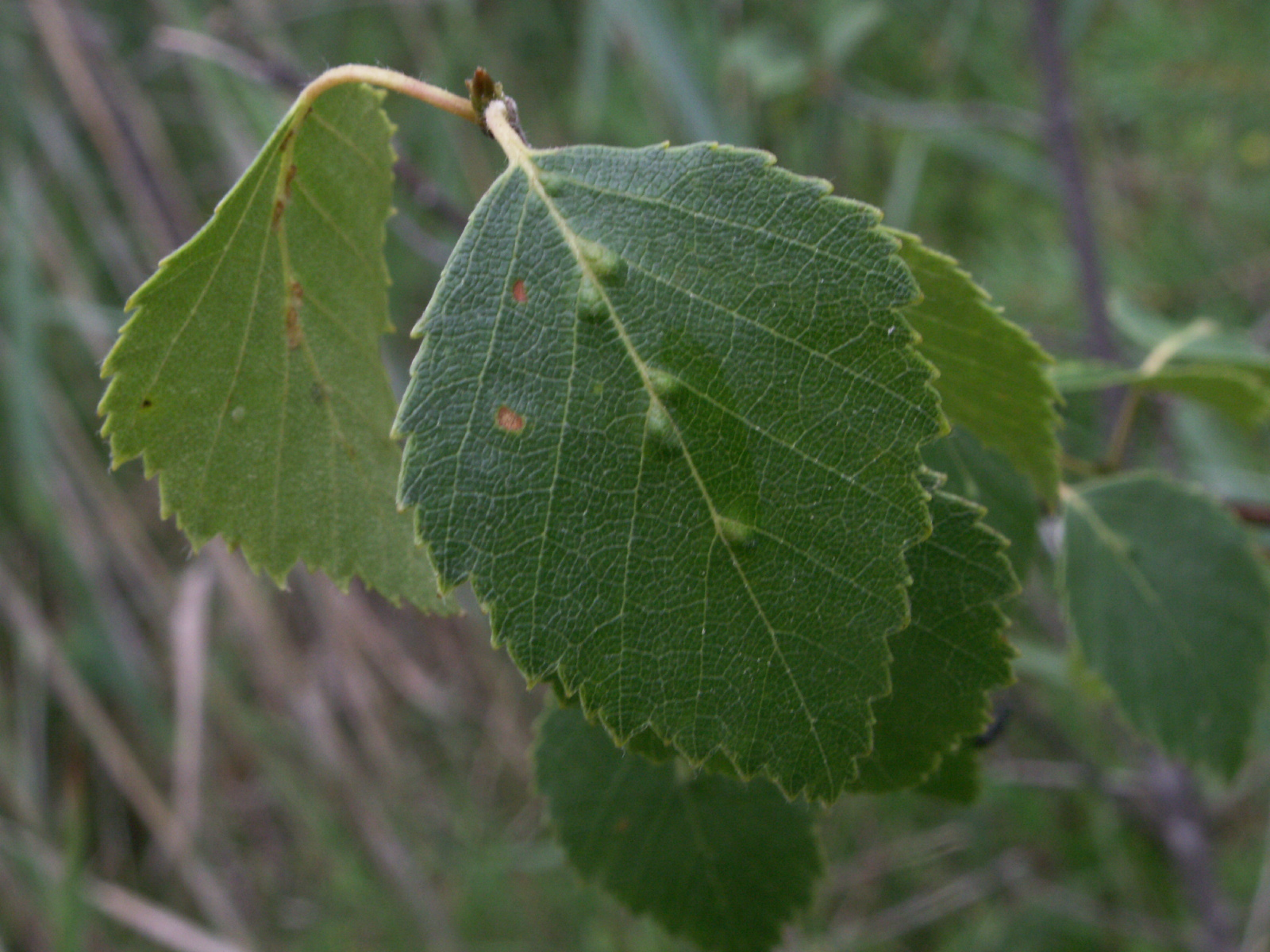
Detall de la fulla.

Arbre caducifoli que fa de 10 a 20 m d'alt (rarament fins a 27 m) amb una capçada prima. El pecíol i les fulles són pubescents (amb pèls fins), l'escorça és generalment blanquinosa o grisenca i les branquetes no són pèndules, les fulles són ovades o ovato-rombals, agudes doblement serrades de manera irregular; fruit obovat. Al Pirineu floreix d'abril a maig.
Arriben més al nord a l'Àrtida que altres arbres de fulla ampla. Els exemplars de les zones subàrtiques pertanyen a la subespècie Betula pubescens subsp. tortuosa. Aquesta subespècie és l'únic arbre autòcton d'Islàndia i Groenlàndia on arriba a fer de 5 a 6 m d'alt.